# اثر حافظه

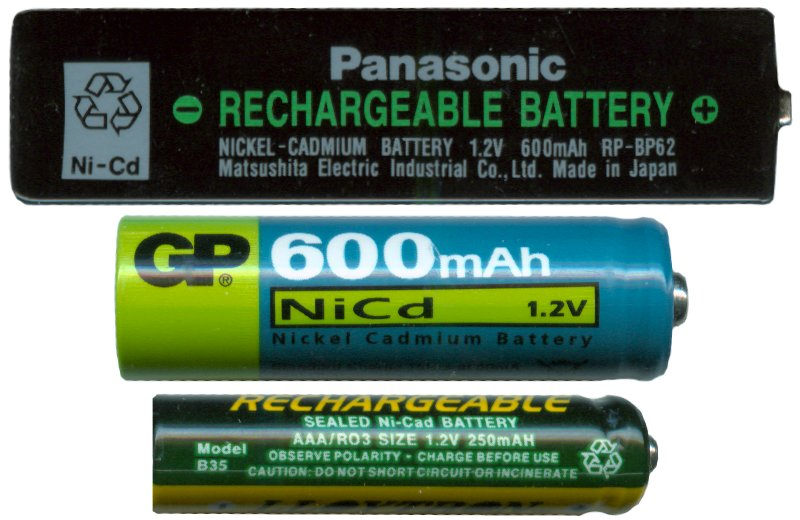
چند نمونه از باتری‌های نیکل–کادمیم

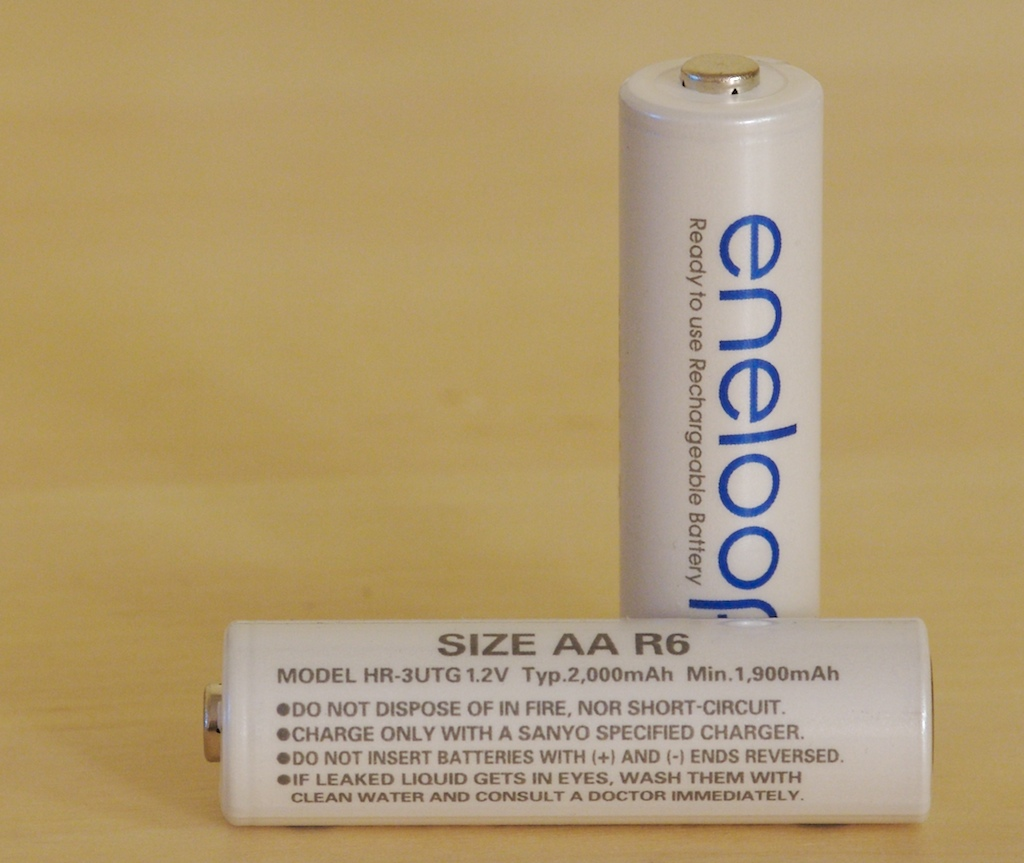
نمونه‌ای از باتری نیکل– هیدرید فلز در سایز قلمی

اثر حافظه (انگلیسی: Memory effect) که همچنین به نام‌های مختلفی مانند: اثر باتری، اثر باتری تنبل یا حافظه باتری شناخته می‌شود به پدیده‌ای گفته می‌شود که در باتری‌های قابل شارژ نیکل کادمیم و نیکل هیدرید فلز رخ داده و باعث می‌شود که این باتری‌ها شارژ را کمتر در خود نگه دارند. اثر باتری بدین گونه رخ می‌دهد که وقتی باتری‌های نیکل کادمیم را که کاملاً خالی نشده‌است و ما باتری را شارژ می‌کنیم یا وقتی که باتری کاملاً پر نشده‌است و ما باتری را از شارژر جدا می‌کنیم به تدریج این باتری‌ها بیشترین ظرفیت خود را از دست می‌دهند.برای مثال: وقتی فردی باتری نیکل-کادمیوم خود را زمانی که شارژ آن ۲۰٪ است شارژ کند و زمانی که ۷۰٪ شارژ شد از شارژر جدا کند به مرور زمان که این کار تکرار شد در باتری نیکل کادمیوم اثر حافظه پدید آمده و باتری فکر می‌کند که کمترین شارژ باتری (صفر درصد) همان ۲۰٪ است و بیشترین شارژ باتری (صد درصد) همان ۷۰٪ است و مقدار فضای زیر ۲۰٪ و بالای ۷۰٪ را نادیده می‌گیرد و بدین صورت کامل شارژ نمی‌شود.
البته اثر حافظه مربوط به باتری‌های لیتیم پلیمر و باتری‌های لیتیم یون نمی‌شود و می‌توان این باتری‌ها را قبل از اتمام شارژ، شارژ کرد یا قبل از شارژ کامل از شارژر جدا کرد.